# Hercules (miniserie televisiva)
Hercules è il titolo di una miniserie TV statunitense del 2005 con protagonista l'eroe della mitologia greco-romana Ercole.

## Trama
Antica Grecia. L'odio che divide Giove e Giunone, ha diviso anche i mortali in due fazioni: chi adora la "dea madre terra" Giunone e chi continua a seguire Giove come loro vero Dio.
Alcmena, regina di Tirinto e sacerdotessa di Giunone, durante la festa del raccolto, compie con le sue ancelle ninfe dei sacrifici illegali alla dea, uccidendo uomini per lei, mentre suo marito Anfitrione, seguace di Giove, sta tornando a casa dopo aver sterminato gli assassini della famiglia della moglie a Creta. Alcmena, sul punto di sacrificare un uomo, si accorge che è ermafrodito e, non potendolo sacrificare alla dea, in quanto in parte donna, lo acceca graffiandogli gli occhi con un suo ciondolo affilato. La vittima sacrificale, che risponde a nome di Tiresia, guadagna il potere della preveggenza e avverte la regina che quella stessa notte lei verrà punita da Giove. Intanto, la galera di Anfitrione sta affrontando una tempesta e, quando uno degli schiavi cretesi gli dice che quella è la punizione della sua dea Giunone, Anfitrione lo punisce facendogli una cicatrice a forma di saetta, il simbolo di Giove, sul braccio. Lo schiavo, picchiando il capitano e rubandogli il mantello, fugge a nuoto verso la riva, dove trova Alcmena, che lo scambia per il marito, e la violenta. Il giorno dopo, Anfitrione torna a palazzo e amoreggia con lei, ma scopre che un uomo con una saetta sul braccio potrebbe averla messa incinta ieri sera. A confermare ciò, è Tiresia, che dice ai sovrani che Alcmena attende due figli, uno dei quali è il figlio di Giove.
Non volendo avere il figlio del suo dio nemico, Alcmena, al parto, non potendo distinguere i due neonati, si dirige a Stinfalia dove interroga due sorelle Arpie su come individuare il figlio di Giove, dicendo a loro che chiamerà il suo legittimo figlio Ificle. Le Arpie riconoscono il semidio, notando una forza straordinaria in lui, e consigliano alla regina di chiamarlo Hercules, "la gloria di Giunone". Anfitrione, per quanto poco contento si tratti di un bastardo, decide di prendersi cura di Hercules come fosse figlio suo, mentre Alcmena preferisce prendersi cura di Ificle e di ignorare completamente Hercules, anzi, per "volere di Giunone", infila due serpenti nella culla del piccolo, ma questi li strozza come se niente fosse.
I due fratelli vengono quindi cresciuti a Tebe, presso il palazzo di loro cugino Euristeo e la cugina Megara, dove sono istruiti nel combattimento dal centauro Chirone e nelle arti dall'aedo Iolao, che Hercules pare uccidere dopo averlo colpito in testa con la lira, dopo che questi lo aveva ammonito per non essere né bravo né acculturato. Mentre i due allievi scappano spaventati a corte a riferire tutto, Iolao viene salvato dalla ninfa di Diana, la vergine Deianira, che lo salva dalla morte, grazie alle sue doti curative. Hercules non viene accusato di omicidio, in quanto il corpo di Iolao è scomparso, ma viene punito con l'esilio nelle campagne, dove userà la sua forza bruta per proteggere i pascoli reali dai predatori. Prima di andarsene, Anfitrione gli rivela che lui è il figlio di Giove e gli regala due bracciali ornati con i serpenti che uccise nella culla.
Passano gli anni, ed Hercules passa più tempo a fare il dongiovanni con le ninfe che a badare al pascolo e a seguire le lezioni di Chirone, finché un giorno, inseguendo il violento cinghiale che mette zizzania nel gregge, incontra Deianira mentre sta facendo il bagno in un lago e le fa la corte, offendendola. Iolao, che è vissuto da lei come suo aiutante, fingendosi un fantasma, impone a Hercules di chiedere scusa a Deianira e di comportarsi da uomo invece che da bambino. Hercules, non solo si scusa con Deianira davanti a tutta la sua famiglia, ma viene anche invitato con loro alla loro battuta di caccia per fermare il cinghiale. Hercules accetta, affinché possa fare bella figura davanti a sua cugina, ma Euristeo finisce col prendersi tutto il merito, abbattendo la bestia dopo che Hercules l'aveva fermato e Deianira l'aveva ferito. Giorni dopo, Hercules va a vedere i riti a Giunone della festa del raccolto e Megara, ubriaca dopo il suo rito di iniziazione, ha un rapporto sessuale con Hercules, del quale se ne pente il giorno dopo. Dopo aver scacciato di fortuna un forte ladro di bestiame chiamato Anteo, detto il Toro di Creta, Hercules viene accusato dal padre di Megara, Creonte, che ella ha partorito tre gemelli, dicendo di essere stata violentata da Hercules, che fugge con Chirone nel suo villaggio con gli altri centauri sulle montagne.
Hercules, parlando con il padre, capisce che potrà ritornare a Tebe solo dopo essersi dimostrato leale e abile, perciò si mette ad allenarsi duramente per poter diventare forte quanto Anteo, sollevando ripetutamente un cavallo per anni. L'occasione di redimersi arriva quando a Tebe giunge un mostro bicefalo chiamato Idra, a cui Anfitrione e Creonte danno la caccia. Arrivato a valle, Hercules non solo scopre che Iolao è ancora vivo, ma che l'Idra è giunta per distruggere l'accampamento reale. Hercules combatte valorosamente il mostro assieme al padre e assistito da Iolao che gli consiglia di bruciare le teste che taglia affinché non gliene ricrescano altre due. Durante lo scontro, però, Anfitrione perde la vita, ma Creonte decide non solo di ritirare l'esilio di Hercules, ma anche di dargli sua figlia in sposa. Megara, già riluttante a sposare Hercules, viene plagiata da Alcmena, che la convince a eliminare i tre bambini (essendo nipoti di Giove) e poter avere un figlio da Euristeo e avere una vita serena come regina di Tirinto. In realtà, Alcmena desidera eliminare i tre bambini ed Hercules per non avere ostacoli per garantire il trono a Ificle, una volta sbarazzatasi sia di Euristeo sia di Megara. Ificle si unisce alla trama della madre, seppur dubbioso della riuscita del suo piano. Durante la prima notte di nozze, dopo aver mescolato nel vino una pozione malefica datagli da Alcmena per far impazzire Hercules, Ificle manda i suoi nipoti, con cui l'eroe stava costruendo un rapporto amorevole, a colpirlo con delle spade, facendo loro credere che sia tutto un gioco, ma Hercules dopo essere stato colpito, vedendoli come demoni sotto gli effetti della pozione, li uccide a sangue freddo. Rendendosi conto, subito dopo, di aver ucciso i figli, fugge dalla reggia in preda al dolore e, giunto nel bosco, abbatte numerosi alberi e li usa per costruirsi una pira su cui darsi fuoco e suicidarsi, ma un fulmine lo paralizza facendolo svenire e la pioggia spegne le fiamme della sua pira. Prendendolo come un segno, Creonte decide di non condannarlo, in quanto protetto da Giove, ma ordina che vada a consultare l'Oracolo di Delfi affinché ottenga la sua punizione.
Dopo aver passato giorni in coma presso le cure di Deianira, Hercules si risveglia rinsavito e, messo al corrente della volontà di Creonte, parte con Iolao (che lo accompagnerà per tutto il viaggio) a Delfi. L'Oracolo, che altri non è se non Tiresia, dice a Hercules che deve farsi imporre da Euristeo, che ha sposato Megara, sei ardue prove che gli permetteranno di liberarsi dal suo tormento. La prima prova imposta è uccidere gli uccelli di Stinfalia ed Hercules torna vittorioso con le teste delle due Arpie, una delle quali viene rianimata da Alcmena e Megara, affinché gli dia un consiglio sulla prossima prova mortale da proporre. La seconda prova consiste nell'uccidere il Leone Nemeo, che uccide i poveri pastori che si avventurano vicino alla sua tana, dove pare esserci prigioniera una donna, usata come esca dal leone. Hercules e Iolao si dirigono a Nemea e trovano la tana del Leone e cercano di liberare la fanciulla, ma questa si rivela essere il Leone: una Sfinge dalla pelliccia dura come la pietra. Hercules riesce a ucciderla usando i suoi stessi artigli per ferirla e scuoiarla, usando la sua pelle come mantello. Per la terza prova, su consiglio di Chirone, dovrà catturare il bandito Toro di Creta e portarlo vivo a palazzo. Con l'aiuto del villaggio devastato di Nestore, Hercules affronta Anteo, scoprendo la fonte della sua forza: la madre terra che tanto adora. Dopo averlo buttato in acqua, Hercules non ha alcuna fatica nel sollevarlo e portarlo a Tirinto senza fargli mettere piede a terra, purtroppo, durante la lotta, Chirone muore per mano del bandito. Nonostante le richieste del popolo, Hercules ed Euristeo rifiutano di annullare le fatiche, ma acconsentono a una sospensione per permettere a Hercules di riposarsi. Durante la pausa, Hercules scopre che Deianira ha adottato un orfano di nome Illo, anche se Iolao ha capito che si tratta del figlio che ha concepito approfittando del coma dell'eroe. Tiresia, intanto, giunge a Tebe per avvertire Euristeo che la figlia che ha avuto da Megara, Iole, porta con sé una profezia: se si sposerà, suo marito ucciderà Euristeo. Non volendo permetterle di sposarsi per non morire (e di conseguenza, impedendogli di ottenere il trono di Tirinto), Euristeo proclama suo cugino Ificle suo successore ed erede, con disprezzo da parte della moglie, che scopre anche che Alcmena l'ha manipolata per far morire i suoi figli solo per avvantaggiare la successione al trono per Ificle e non per volere di Giunone.
Megara offre a Hercules la prossima sfida, consigliatale dal prigioniero Anteo: domare le puledre cannibali di Lemno e di portare la collana dorata che porta la capo-gruppo della mandria. Hercules e Iolao partono con Giasone, che farà tappa a Lemno per la sua missione, scoprendo che Illo è salito di nascosto sulla nave per seguire Hercules, con cui ha instaurato un bellissimo rapporto. Arrivati a Lemno, gli Argonauti sono accolti dalle Amazzoni e da Teseo, che Hercules aveva incontrato durante la caccia al cinghiale. Teseo racconta di come è naufragato sull'isola e abbia sposato la loro regina Ippolita, che cerca di spingerli ad andarsene per evitare che le cavalle li uccidano, in quanto passeranno proprio quella notte, ma gli Argonauti rifiutano e riescono a tenere testa alle cavalle. Hercules riesce a strappare alla leader la cintura d'oro, scoprendo che le cavalle sono le Amazzoni trasformate a seguito di un loro rito a Giunone a cui però Hercules fa capire che non è la dea a richiederlo, ma loro che si erano convinte di farlo su sua richiesta. A Tebe, intanto, Megara si vendica di Alcmena facendo assumerle la pozione malefica che aveva reso folle tempo prima Hercules affinché, durante il rito di Giunone, sacrifichi alla dea suo figlio Ificle, ripagandola con la sua stessa moneta per poi sciogliere l'alleanza con la rinsavita Alcmena. Hercules, gli Argonauti e le Amazzoni (recuperato il Vello d'oro) tornano a Tebe dove, non solo prova che ha "domato" le cavalle, ma distrugge davanti a tutta la corte la cintura stregata, ottenendo il rispetto di Creonte che fa mettere fine anche alla festa del raccolto informando Hercules della morte del fratello.
Euristeo propone la prossima sfida: abbattere, durante una battuta di caccia con l'arco, la Cerva di Cerinea, l'animale che Deianira e Illo hanno addomesticato. Per alzare la posta, Euristeo dichiara che se Hercules perderà, dovrà compiere un'altra prova extra e se vincerà avrà una ricompensa qualsiasi. Hercules chiede quindi che la faida tra Giove e Giunone possa essere placata permettendo a Illo (di cui ha saputo la verità la notte prima da Deianira) e Iole di unirsi in matrimonio, in quanto ottimi e neutrali rappresentanti delle due fazioni. L'esito della caccia vede Hercules vincitore, in quanto ha abbattuto la Cerva, colpendola con una freccia che è passata tra i tendini e le ossa delle zampe, senza nemmeno ferirla, ma Euristeo (sicuro che avrebbe vinto e impedito alla profezia di realizzarsi) rifiuta di mantenere il patto. Quella notte Alcmena ormai divorata dal dolore per aver perso Ifliche raggiunge Hercules e confessa di essere lei la responsabile della morte dei figli dell'eroe avendo complottato con Ifliche ed Euristeo che erano d'accordo sull'uccisione dei tre bambini e infine istigato Megara a lasciare che ciò accadesse poiché Alcmena afferma che l'aveva fatto solo per dare il trono a Ifliche. Ma Hercules gli rivela che non ha mai voluto il trono con grande shock di Alcmena che gli dice che vedeva in lui un ostacolo come lo erano Euristeo e i figli di Hercules stesso spiegandogli che non ha motivo di compiere le fatiche poiché visto il ruolo che lei ha avuto in ciò. Hercules furibondo quasi assalisce la madre ma viene calmato da Deianira che lo convince a capire che lui deve compiere le fatiche per liberare il popolo dalla tirannia di Euristeo e che lui che lo voglia o meno è l'unico che può mettere fine alla guerra tra Giove e Giunone. La mattina dopo si reca furibondo da Tiresia che rivela che sapeva la verità sull'accaduto e del ruolo che Alcmena e i suoi complici hanno avuto in ciò ma nonostante questo afferma che lui non ha fatto che riferirgli la volontà degli dei niente di più. Stufatosi Hercules afferma davanti ai presenti che lui onorerà solo le qualità buone degli dei e non i loro difetti nonché le opere buone fatte dagli uomini e che se gli dei sono giusti non potrebbero chiedere altro più di quanto lui abbia fatto per molti. Il giorno dopo, Megara ed Euristeo propongono l'ultima prova: portare dagli Inferi, il guardiano tricefalo Cerbero. Hercules e Iolao giungono all'ingresso del regno dei morti dal fiume Stige, dove però incontrano Anteo, liberato da Megara affinché potesse prendersi la sua vendetta sull'eroe e, in un secondo momento, uccidere Euristeo per conto della regina. Hercules pare avere la meglio, ma vien fermato da Iolao che gli fa notare la cicatrice a saetta sul braccio del bandito, la stessa che aveva il "Giove" che aveva violentato Alcmena quando fu concepito (Iolao, infatti, assieme a Tiresia, doveva essere sacrificato quella notte, ma riuscì a scappare), facendo di Anteo il suo apparente padre. Ciò, però, non ferma Hercules, che riesce finalmente a ucciderlo facendolo seppellire da un mucchio di rocce e, trovando tra le sue mani, il ciondolo affilato di Giunone che apparteneva a sua madre. Prima di rientrare a Tebe, Tiresia avverte l'eroe che incomincierà una guerra, ma la vittoria sarà sua solo quando la più nobile donna della città sarà morta. Di principio, Hercules crede si tratti di Megara, ma Alcmena gli rivela che non è così, in quanto suo zio le rubò il trono che le spettava di diritto, facendo di lei la più nobile. Dopo aver finalmente accettato Hercules come proprio figlio e aver aperto gli occhi sulla sua fedeltà verso Giunone, dopo la morte di Ificle, Alcmena si sacrifica gettandosi da una scogliera, per permettere al figlio di vincere.
Hercules entra in città con Deianira, Iolao e Illo, inizialmente venendo insultato da tutti i presenti per aver fallito la prova, ma Hercules dimostra di aver però portato il collare di un "altro cane", mostrando il ciondolo di Anteo, facendo capire che Megara, quella a cui era stato regalato il ciondolo, stava truccando le prove. Parte quindi una furiosa battaglia tra le guardie e i seguaci di Hercules (composti dagli abitanti delle città liberate dai mostri da Hercules e gli Argonauti), che si conclude con Illo che uccide Euristeo, il quale tenta di uccidere la figlia per impedirle di sposarsi con il figlio di Hercules ma colpisce accidentalmente Megara. Hercules la raggiunge e tenta di soccorrerla ma ormai è troppo tardi Megara muore, ma ammette che almeno è riuscita a salvare la propria figlia evitandole il destino dei suoi figli e che la profezia di Tiresia si è alla fine avverata per poi morire tra le braccia di Hercules che l'abbraccia amorevolmente. Hercules sale al trono di diritto, e mentre Iole si fidanza con Illo, Hercules si sposa con Deianira.